# Louise Bourgeois
Louise Joséphine Bourgeois (pronunciación en francés: /lwiz buʁʒwa/; 25 de diciembre de 1911-31 de mayo de 2010), fue una artista y escultora francesa nacionalizada estadounidense. Conocida por sus esculturas de arañas, que le valió el apodo de "Mujer Araña", es una de las artistas más importantes del arte contemporáneo. Su escultura arácnida más grande se titula Maman y ha sido exhibida en numerosos lugares del mundo, con una altura de más de 9,27 metros.
En la década de 1940, después de haberse mudado a Nueva York con su esposo, Robert Goldwater, se inclinó por la escultura. 
Reconocida como fundadora del Arte Confesional, sus trabajos hacen referencia a la figura humana, y sus fragmentos, expresando temas como la traición, la ansiedad y la soledad. Su trabajo era puramente autobiográfico y estaba inspirado en su trauma de la infancia causado por el descubrimiento del amorío entre su padre y su niñera.

## Biografía

### Infancia y juventud
Bourgeois nació el 25 de diciembre de 1911 en París, Francia. Fue la tercera de los cuatro hijos de Josephine Fauriaux y Louise Bourgeois. Sus padres eran dueños de una galería especializada en tapices antiguos. Unos años después de su nacimiento, la familia se mudó fuera de París y estableció un taller de reparación de tapicería debajo de su departamento en Choisy-le-Roi, en donde restauraban diseños desgastados por el tiempo.
En 1924 su padre, un tirano mujeriego, tuvo múltiples amoríos, incluyendo a la maestra y niñera de sus hijos. De acuerdo a Bourgeois, su madre Josephine, “una persona inteligente, paciente y calculadora” estaba al tanto de la infidelidad de su esposo, pero le fue más fácil ignorar el asunto. Bourgeois, considerada una pequeña niña alerta, almacenaba sus memorias en diarios.
De niña, Bourgeois nunca pudo colmar las expectativas de su padre debido a su falta de habilidad. Finalmente, llegó a adorarla por su talento y espíritu pero sin embargo el cariño no era mutuo. Ella continuaba odiándolo por su temperamento explosivo, actitud dominante en el hogar y burlas.
En 1930, Bourgeois entró en La Sorbona a estudiar Matemáticas y Geometría, materias que le atraían por su estabilidad. Louise aseguraba: "Mi única forma de obtener paz mental era mediante el estudio de leyes que nadie podía cambiar".
Su madre falleció en 1932, mientras Bourgeois continuaba en la escuela, la muerte de Josephine la inspiró a dejar las Matemáticas y comenzar a estudiar Arte. Su padre consideraba a los artistas modernos como derrochadores y rehusó apoyarla. Louise continuó estudiando, se inscribió a clases en donde eran necesarios traductores de inglés, de esta manera no pagaba matrícula. En una de estas clases fue Fernand Léger quien vio su trabajo y le dijo que era escultora, no pintora.
Bourgeois se graduó en La Sorbona en 1935, y continuó estudiando en la Académie de la Grande Chaumière, de 1937 a 1938, y en otras escuelas como la Escuela del Louvre y la École des Beaux-Arts. Durante el tiempo que estuvo inscrita en la École des Beaux-Arts, utilizó las infidelidades de su padre como inspiración. Descubrió que su impulso creativo se encontraba dentro de los traumas y tensiones de su infancia.
Bourgeois tenía el deseo de experimentar de primera mano, y frecuentemente visitaba estudios en París donde aprendía técnicas de otros artistas y ayudaba con diferentes exhibiciones.
Bourgeois abrió brevemente una tienda de obra gráfica al lado del taller de tapices de su padre. Su padre le ayudó porque había decidido entrar a una profesión centrada en el comercio.
Bourgeois conoció en su tienda de obra gráfica, en 1938, a su esposo Robert Goldwater, un historiador estadounidense conocido por ser pionero en el área del arte primitivo. Goldwater había visitado la tienda para comprar una selección de imágenes de Pablo Picasso, y "en medio de pláticas acerca del surrealismo y las últimas tendencias, se casaron". Emigraron a Nueva York el mismo año, donde Goldwater continuó su carrera como profesor de arte en el New York University Institute of Fine Arts, mientras Bourgeois asistía a la Liga de estudiantes de arte de Nueva York, estudiando pintura bajo la tutela de Vaclav Vytlacil, donde también producía esculturas y estampados.
En 1939, Bourgeois aún no se había quedado embarazada, por lo que, junto a su esposo visitaron Francia para adoptar a un niño pequeño, Michel. Sin embargo, en 1940 dio a luz a Jean-Louis y en 1941 a Alain.

### Madurez
Para Bourgeois los inicios de la década de 1940 representaron las dificultades de la transición a un país nuevo y la problemática de entrar al mundo de exhibiciones de Nueva York. Su trabajo durante la época era construido con pedacería metálica y madera proveniente del océano. Las impurezas de la madera eran cubiertas con pintura, después creaba hoyos y rayones con clavos, su propósito era expresar alguna emoción. Sleeping Figure es un ejemplo de su trabajo en ese momento, la obra es una figura de guerra incapaz de encarar el mundo real debido a su vulnerabilidad. El trabajo de Bourgeois fue creado desde revisiones de su problemático pasado, encontrando inspiración y catarsis temporal de su niñez y de los abusos que recibía de su padre. Lentamente, ella fue desarrollando más confianza artística a pesar de que sus años medios fueron más opacos, debido a la poca atención recibida en el mundo del arte, a pesar de haber realizado su primera muestra individual en 1945.
Conoció a Miró en París en 1938, antes de la Segunda Guerra Mundial, pero a pesar de haber admirado y recibido su influencia, no comenzaron su amistad hasta 1947 en Nueva York. Aunque él apreciaba su pintura, que consideraba naif, no estimaba su escultura. Ella y su marido estuvieron entre los pocos invitados a un cóctel íntimo que Pierre Matisse, marchante e hijo menor de Matisse, ofreció a Miró en una visita a Nueva York en 1965. En el verano de 1966 Bourgeois y su marido viajaron por España y Grecia, visitando los edificios de Gaudí en Barcelona.
En 1954, Bourgeois se unió al American Abstract Artists Group con varios contemporáneos, entre ellos Barnett Newman y Ad Reinhardt. Durante esa época se hizo amiga de los artistas Willem de Kooning, Mark Rothko y Jackson Pollock.
Formó parte del American Abstract Artists Group. Bourgeois abandonó el uso de la madera para utilizar estructuras de mármol, plaster y bronce mientras investigaba temas como el miedo, la vulnerabilidad y la pérdida del control. Esta transición fue un giro definitorio. Ella se refería a su arte como una serie o secuencia de días y circunstancias relacionadas entre sí, describiendo su trabajo temprano como el miedo a caer que posteriormente se transformaría en el arte de caer y la evolución final al arte de "aguantar". Sus conflictos en la vida real le dieron el poder de autentificar sus experiencias a través de una forma única de arte. En 1958 (según otras fuentes en 1961), Bourgeois y su esposo se mudaron a una casa con terraza en la calle 22 Oeste en Chelsea (Manhattan), donde ella vivió y trabajó por el resto de su vida.
A pesar de que no consideraba su arte feminista, su tema central era la feminidad. Trabajos como Femme Maison (1946-1947), Torso self-portrait (1963-1964) y Arch of Hysteria (1993) fueron referidos al cuerpo femenino. Bourgeois dijo: "Mi trabajo lidia con problemas pre-género, por ejemplo la envidia no es masculina o femenina".

### Últimos años
En 1973, Bourgeois comenzó a enseñar en el Pratt Institute, Cooper Union, Brooklyn College y New York Studio School of Drawing, Painting and Sculpture. Louise enseñó, también, por muchos años en escuelas públicas en Great Neck, Long Island.
A principios de 1970 Bourgeois era anfitriona de reuniones llamadas “Sunday, bloody Sundays” en su casa en Chelsea. Durante las reuniones, jóvenes artistas y estudiantes recibían críticas de parte de Bourgeois. Sus comentarios críticos sin tacto y su humor negro llevaron al nombre de las reuniones. Louise inspiró a múltiples estudiantes a un arte basado en la naturaleza femenina.
Bourgeois se rodeó de activistas, volviéndose parte de The Fight Censorship Group, un grupo feminista fundado por Anita Steckel. Durante la década de 1970 el grupo defendió el uso de imágenes sexuales en el arte. Steckel argumentaba: "Si un pene no es lo suficientemente bueno para entrar en un museo, no debería ser considerado lo suficientemente bueno para entrar en una mujer".
Robert Goldwater falleció el 26 de marzo de 1973, hecho que provocó un gran cambio en su vida.
Desde 1980 contó con la colaboración del comisario artístico Jerry Gorovoy, que actuó como su mánager. La artista se dedicó desde entonces a crear obras de creciente poder transgresor, fuertemente influenciada por el feminismo y por nuevos materiales.
Consiguió el reconocimiento internacional al celebrar su primera retrospectiva, comisariada por Deborah Wye, en 1982, en el Museo de Arte Moderno de Nueva York. Hasta entonces, había sido una figura periférica en el arte, cuyo trabajo era más admirado que aclamado. En una entrevista con Artforum, programada para coincidir con la apertura de la retrospectiva, ella reveló que las imágenes en sus esculturas eran puramente autobiográficas. Bourgeois compartió con el mundo que revivía obsesivamente, a través del arte, su trauma infantil de descubrir que su niñera era también amante de su padre.
Bourgeois tuvo otra retrospectiva en 1989 en Documenta 9 en Kassel, Alemania. Representó a EE. UU. en la Bienal de Venecia (1993). Sus últimas obras, realizadas en su taller de Nueva York, exploraron las posibilidades más sorprendentes del montaje monumental, como en Spider (1992) y Maman, una araña en bronce de 10 metros de altura que se expuso en 2004 en el Museo Guggenheim de Bilbao. Obtuvo varios premios: Gran Prix de Escultura del Ministerio de Cultura francés (1991), León de Oro de la Bienal de Venecia, Premio de la Asociación Japonesa de Arte (1999), Premio Aragón-Goya (2008). En 1993, cuando la Royal Academy realizó su encuesta acerca del arte estadounidense en el siglo XX, los organizadores no consideraron que el trabajo de Bourgeois tuviera importancia significativa como para incluirla en la encuesta. Sin embargo, esta encuesta fue criticada por haber omitido a varios artistas, con el comentario de un crítico que dijo que  "secciones completas del mejor arte estadounidense habían sido eliminadas" haciendo énfasis en que muy pocas mujeres fueron incluidas. En 2000 su trabajo fue seleccionado para ser expuestos en la apertura del Tate Modern en Londres. En 2001, expuso en el Guggenheim Hermitage Museum.
En 2010, el último año de su vida, Bourgeois utilizó su arte para hablar a favor de la igualdad para las lesbianas, gais, bisexuales y transgénero (LGBT). Creó la pieza I do, que muestra dos flores creciendo de un solo tallo, para beneficiar a la organización sin fines de lucro Freedom to Marry, que apoyaba el matrimonio homosexual. Bourgeois dijo que "todos deberían tener el derecho a casarse. Hacer un compromiso de amar a alguien para siempre es algo hermoso". Bourgeois actuó como activista a favor de la igualdad LGBT, creando piezas para la organización activista contra el sida, ACT UP en 1993.
En 2011 uno de sus trabajos titulado Araña, se vendió por $10.7 millones de dólares, nuevo récord para una obra en subasta y el precio más alto pagado por el trabajo de una mujer.

### Fallecimiento
Bourgeois murió de infarto agudo de miocardio el 31 de mayo de 2010, en el Beth Israel Medical Center en la ciudad de Nueva York. Wendy Williams, directora del Estudio Louise Bourgeois, anunció su muerte. Louise continuó con la creación de piezas hasta su muerte; sus últimas piezas fueron terminadas una semana antes de su fallecimiento.
El New York Times dijo que su trabajo "compartía una serie de temas repetitivos, centrados en el cuerpo humano y su necesidad de ser nutrida y protegida de un mundo aterrador."
Su esposo, Robert Goldwater, había fallecido en 1973. A ella la sobrevivieron dos hijos, Alain Bourgeois y Jean-Louis Bourgeois. Su tercer hijo, adoptado, Michel, murió en 1990.

## Trabajo

### Femme Maison
Femme Maison (1946-47) es una serie de pinturas en donde Bourgeois explora la relación de una mujer y el hogar. Las cabezas de la mujer son reemplazadas con casas, dejando a sus cuerpos en el mundo exterior y sus mentes en el doméstico. El tema forma parte de la deshumanización del arte moderno.

### Destruction of the Father
La Destrucción del Padre (1974) es una exploración biográfica y psicológica del poder dominante del padre sobre sus hijos. La pieza es una instalación color piel en un cuarto suave parecido a un útero. Está hecho de yeso, látex, madera, tela y luces rojas, fue la primera pieza en la que la artista utilizó materiales suaves a gran escala. Cuando se entra a la instalación, el espectador es expuesto a una escena de crimen. Puestos en un comedor estilizado (con el doble sentido de parecer una recámara), los niños como formas abstractas, hijos de un padre prepotente, se han rebelado y lo han asesinado y engullido.

…diciéndole a la audiencia lo grande que es, todas las cosas maravillosas que hizo, toda la gente mala que él atrapó hoy. Pero esta escena se repite día tras día. Hay tragedia en el aire. Ha dicho su parte demasiadas veces. Es intolerablemente dominante aunque él mismo no se dé cuenta. Un tipo de resentimiento que crece y un día mi hermano y yo decidimos que '¡llegó la hora!' Lo cogemos, lo recostamos sobre la mesa y lo diseccionamos con nuestros cuchillos. Lo desmembramos, le cortamos el pene. Y se convirtió en comida. Nos lo comimos completo, lo liquidamos de la misma manera que él liquidó a sus hijos.

### Cells
En sus ochenta, Bourgeois produjo dos series de trabajos de instalaciones a las que ella se refería como Celdas. Muchas son pequeñas cajas, dentro se observan arreglos de objetos simbólicos; otros son pequeños cuartos que invitan al espectador a entrar. En estas piezas, Bourgeois utiliza formas esculpidas con anterioridad, objetos que encontró así como objetos que tenían una gran carga emocional personal para la artista.
Las celdas guardan estados psicológicos e intelectuales, principalmente miedo y dolor. Bourgeois dijo que las representan "diferentes tipos de dolor: físico, emocional y psicológico, mental e intlectual... Cada Celda maneja el miedo. El miedo es dolor... Cada Celda trata con el placer del voyeur, la emoción de mirar y ser mirado”.

### Maman
A finales de la década de los noventa, Bourgeois comenzó a utilizar la araña como imagen central de su arte. Maman, la cual mide más de nueve metros de alto, es una escultura de acero y mármol de la cual se produjeron subsecuentemente seis réplicas de bronce. Al principio hizo una aparición como parte del comisionado de Bourgeois para la serie Unilever para el Turbine Hall del Tate Modern en 2000. Recientemente la escultura estuvo instalada en el Centro Nacional de convenciones en Doha, Catar. Es la escultura arácnida más grande construida por Bourgeois.
La escultura hace alusión a la fuerza de su madre, con metáforas de tejidos, nutrición y protección.

La Araña es una oda a mi madre. Ella era mi mejor amiga. Como una araña, mi madre era tejedora. Mi familia estaba en el negocio de restauración de tapices, y mi madre estaba a cargo del taller. Igual que las arañas, mi madre era muy astuta. Las arañas son presencias agradables que comen mosquitos. Sabemos que los mosquitos esparcen enfermedades y por lo tanto, no son bienvenidos. Entonces, las arañas son proactivas y de mucha ayuda, justo como lo era mi madre.
Louise Bourgeois

| |
| Una de las seis copias reconocidas de Maman, escultura de más de 9 m de alto en Palacio de Bellas Artes (Ciudad de México) |

| |
| Maman, la monumental escultura de Bourgeois, instalada en la Fundación Proa de Buenos Aires en 2011. |

|                                  |
| Eyes, la escultura de Bourgeois. |

|                                  |
| Eyes, la escultura de Bourgeois. |

|                                                                  |
| Maman, la monumental escultura de Bourgeois, instalada en Bilbao |

|                                                                  |
| La escultura Maman de Bourgeois en el Museo Guggenheim en Bilbao |

### Impresiones
Las impresiones de Bourgeois florecieron durante dos periodos, primero de 1930 y 1940, cuando se mudó a Nueva York y en 1980, cuando comenzó a recibir reconocimiento mundial. En la primera etapa hacía impresiones caseras en una pequeña prensa en Atelier 17. Después de este periodo, Louise se centró en la escultura, y no fue hasta sus setenta años de edad que comenzó a realizar impresiones de nuevo. Volvió a utilizar su antigua prensa y agregó una nueva, trabajó con ayuda de otros impresores de manera bastante activa hasta su fallecimiento. Durante su vida, Bourgeois creó aproximadamente 1,500 impresiones.
En 1990 Bourgeois decidió donar su archivo de impresiones completo a The Museum of Modern Art. En 2013 el museo lanzó un catálogo en línea llamado "Louise Bourgeois: The Complete Prints & Books." El sitio se enfocaba en el proceso creativo de la artista incluyendo libros ilustrados con el contexto de la producción, significados y temas.

### Temas recurrentes
Uno de los temas recurrentes del trabajo de Bourgeois es el trauma de su niñez. Después de que la madre de Louise se enfermara de influenza, su padre comenzó a tener amoríos con otras mujeres, en especial con Sadie (la maestra y niñera de Bourgeois). Louise estaba muy atenta y vigilaba la situación. Fue en este momento cuando la autora comenzó a engancharse con dobles estándares relacionados con el género y la sexualidad, presentes en casi todo su trabajo. Louise dice recordar a su padre diciendo "te amo" en repetidas ocasiones a su madre a pesar de sus infidelidades. "Él era un lobo, y ella era una liebre racional, no era rencorosa y lo aceptaba como era". Su trabajo de 1993 Cell: You Better Grow Up, parte de su serie Cells habla directamente del trauma infantil de Louise y la inseguridad que la rodeaba. Su trabajo Give or take de 2002, definido por emociones escondidas, representa el intenso dilema que la gente encara a lo largo de su vida mientras intenta balancear el dar y recibir. El dilema no es sólo representado por la forma de la escultura, sino también por el peso de los materiales.
La arquitectura y la memoria son componentes importantes del trabajo de Bourgeois. En numerosas entrevistas, Louise describe la arquitectura como una expresión visual de la memoria, o a la memoria como un tipo de arquitectura. La memoria, protagonista de muchos de sus trabajos, es una memoria inventada acerca de la muerte o exorcismo de su padre. La memoria imaginada se entreteje con memorias reales como vivir frente a una carnicería o el amorío de su padre. Para Louise su padre representó heridas y guerra, la manera en que se engrandecía menospreciando a otros y lo más importante, una representación de la traición. Su trabajo de 1993, Cell (Three White Marble Spheres) habla del miedo y el cautiverio, los espejos representan una realidad alterada y distorsionada.
La sexualidad es, sin duda alguna, uno de los temas más importantes en el trabajo de Louise Bourgeois. El vínculo entre la sexualidad y la fragilidad es muy poderoso, se dice que esto derivó de las memorias de su niñez y el amorío de su padre. Spiral Woman (1952) combina el enfoque de Louise en la sexualidad con la tortura. La pierna flexionada y los músculos del brazo indican que la mujer sigue por encima a pesar de que está colgada y sofocada. Su trabajo de 1995, In and Out utiliza materiales de metal frío para ligar a la sexualidad con enojo y cautiverio.

## Trabajos seleccionados

## Exhibiciones
- 1995 Louise Bourgeois. Sculptures, environments, dessins. 1938-1995, en Museo de Arte Moderno de París, París
- 1996 Louise Bourgeois. Der Ort des Gedachtnisses Skulpturen, Environments und Zeichnungen. 1946-1995, en Deichtorhallen, Hamburgo
- 1996 Red Room, en Galerie Hauser & Wirth, Zúrich
- 1998 Louise Bourgeois. Recent Work, en Serpentine Gallery, Londres
- 1998 Past Tense. Louise Bourgeois, en The Art Gallery of Ontario, Toronto
- 1998 Louise Bourgeois: Topiary, en Museo Whitney de Arte Estadounidense, Nueva York
- 1999 Louise Bourgeois. Memoria y arquitectura, en Museo Nacional Centro de Arte Reina Sofía, Madrid
- 1999 Louise Bourgeois, en Kunsthalle Bielefeld, Bielefeld
- 2000 Louise Bourgeois. Neue Arbeiten/Recent Works, en Galerie Hauser & Wirth, Zúrich
- 2001 Louise Bourgeois, en Museo Guggenheim Bilbao, Bilbao
- 2001 Louise Bourgeois, en Museo del Hermitage, San Petersburgo
- 2002 Louise Bourgeois. Works in Marble, en Galerie Hauser & Wirth, Zúrich
- 2003 Louise Bourgeois, en Louisiana Museum of Modern Art, Humlebaek
- 2003 Louise Bourgeois. Installation at Inauguration of Dia:Beacon, en Día Center for the Arts, Nueva York
- 2003 Louise Bourgeois. The Insomnia Drawings, en Museo Whitney de Arte Estadounidense, Nueva York
- 2004 Louise Bourgeois, en Daros Collection, Zúrich
- 2005 Louise Bourgeois. Repairs in the Sky. en FPJM (19 marzo-12 de junio de 2005). Palma de Mallorca
- 2005 Sublimation, en Hauser & Wirth London, Londres
- 2005 Stitches in Time, en Museo de Arte Contemporáneo (Miami), Miami
- 2005 En Centro Wifredo Lam, La Habana
- 2006 Louise Bourgeois, en Kunsthalle Bielefeld, Bielefeld
- 2007 Louise Bourgeois: Retrospective, en Tate Modern, Londres
- 2011 Louise Bourgeois & Antoni Tàpies, en Galerie Lelong, París.
- 2011 Louise Bourgeois and Alex Van Gelder: Armed Forces, en Hauser & Wirth, Zúrich.
- 2011 Louise Bourgeois and Tracey Emin: Do Not Abandon Me, en Hauser & Wirth, Londres.
- 2011 Louise Bourgeois: el retorno de lo reprimido, en Fundación Proa, Buenos Aires. Itinerancia: Instituto Tomie Ohtake, São Paulo; Museu de Arte Moderna, Río de Janeiro[34]
- 2015 Louise Bourgeois. He estado en el infierno y he vuelto, en Museo Picasso Málaga[35]
- 2016 Unfinished: Thoughts Left Visible, The Metropolitan Museum of Art, Nueva York.
- 2017 Dibujos, Galería Barbara Mathes, Nueva York.
- 2024 Louise Bourgeois: I have been to hell and back. And let me tell you, it was wonderful. Mori Art Museum, Tokio.

## Documentales
- 2008 – Bourgeois, Louise. Louise Bourgeois: The Spider, the Mistress, and the Tangerine. Zeitgeist Films.

## Premios y Menciones Honoríficas
- 1977: Doctorado con Honores de la Universidad Yale
- 1990: Seleccionada para la National Academy of Design[36]
- 1991:  Premio al Logro de Vida en Escultura Contemporánea (Hamilton, Nueva Jersey)
- 1997: Medalla Nacional de las Artes
- 1999: Praemium Imperiale por logros a lo largo de su Vida
- 1999: Golden Lion en el Venice Biennale
- 2003: Wolf Foundation Prize En las Artes (Jerusalén)
- 2005: Austrian Decoration for Science and Art[37]
- 2008: Légion d'honneur
- 2009: "Commandeur"  de la patafísica Ordre de la Grande Gidouille.[cita requerida]
- 2009: Honrada por el National Women's Hall of Fame